# 25685 Katlinhornig
25685 Katlinhornig è un asteroide della fascia principale. Scoperto nel 2000, presenta un'orbita caratterizzata da un semiasse maggiore pari a 2,3873575 UA e da un'eccentricità di 0,1634404, inclinata di 5,26307° rispetto all'eclittica.